# كارل يانسين
كارل يانسين (بالألمانية: Karl Janssen)‏ هو نحات ألماني، ولد في 1835 في دوسلدورف في ألمانيا، وتوفي بنفس المكان في 1927.